# Vénus pudique (Botticelli, Turin)
Ne doit pas être confondu avec Vénus (Botticelli, Berlin).
Vénus pudique est un tableau réalisé entre 1485 et 1496 par le peintre florentin Sandro Botticelli. Cette huile sur toile est un nu féminin représentant la déesse Vénus cachant son sein droit et son sexe avec ses deux mains et ses longs cheveux. Conservée à la galerie Sabauda, à Turin, l'œuvre connaît deux variantes, l'une dans une collection privée à Lucerne, l'autre à la Gemäldegalerie de Berlin, sa protagoniste apparaissant en outre, avec une pose toujours très similaire, dans La Naissance de Vénus de la galerie des Offices, à Florence.